# Steven Cnudde
Pour les articles homonymes, voir Cnudde.
Steven Cnudde, né le 6 juin 1988 , est un judoka belge qui évolue dans la catégorie des moins de 81 kg (mi-moyens).
Il est membre du JC Inter Gembloux-Wavre.

## Palmarès
Steven Cnudde a fait plusieurs podiums dans des tournois internationaux et a été champion de Belgique U20 en 2007 et champion de Belgique sénior en 2008.